# Ibilaldia

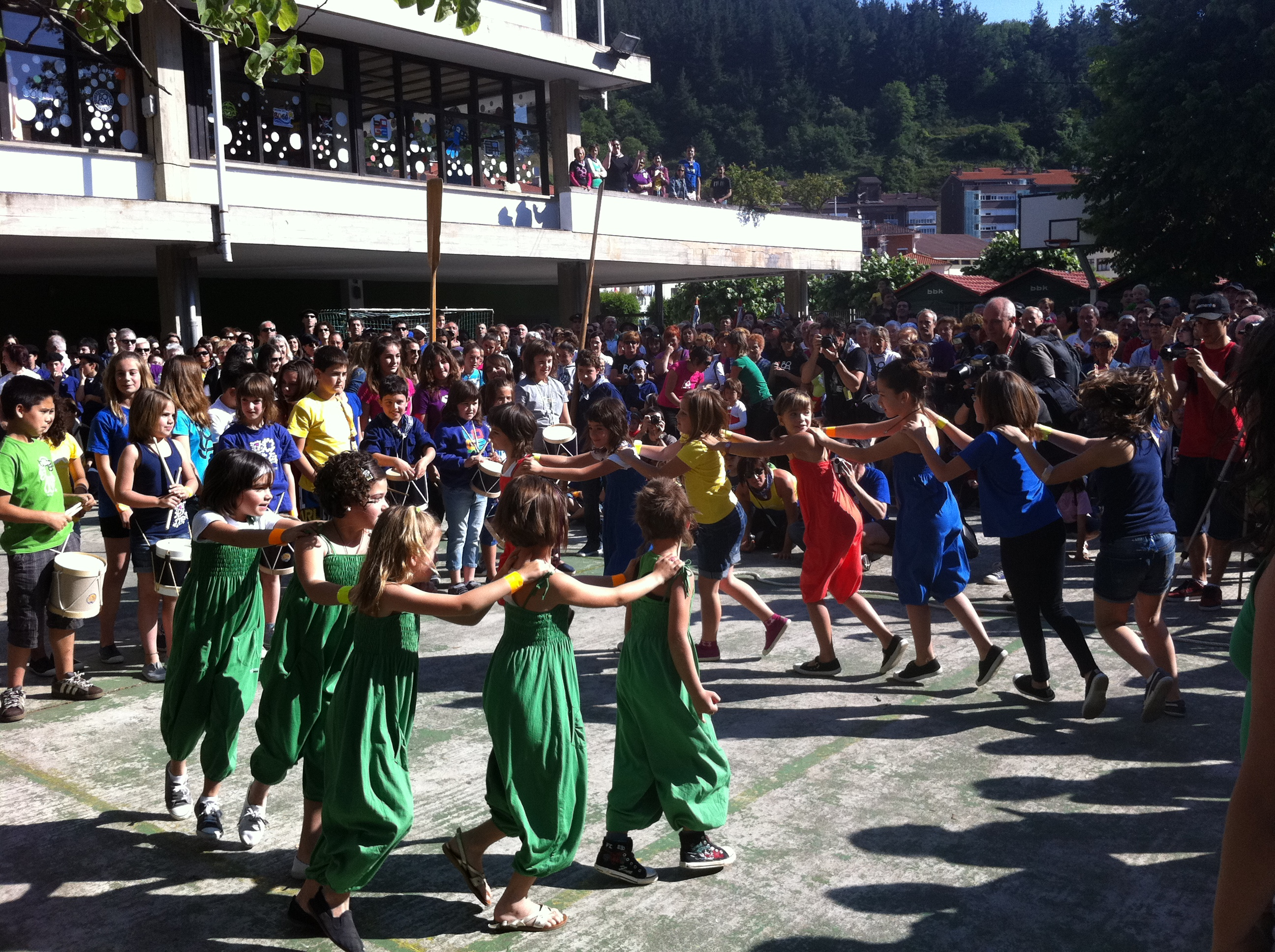
Fête de l'Ibilaldia à Biscaye en 2011

L'Ibilaldia est une fête annuelle en faveur de la langue basque, organisée par les ikastola de la province basque de Biscaye (Espagne).

## Contexte
À la fin des années 70 le mouvement Ikastola a considérablement augmenté et a commencé à être structuré. Avec l'entrée de nouvelles Ikastolak et celles qui étaient déjà très développées naquit la fête des Ikastolak.
La première Ibilaldia eut lieu à Getxo en 1978 et fut organisée par les ikastolak de l'Uribe. Depuis 1981, l'Ibilaldia est devenue un événement annuel pour tous bascophone afin de défendre la langue basque et de faire connaître le projet d'Ikastola.

## Histoire
1. 1978. Getxo
2. 1980. Durango-Abadiño
3. 1981. Bilbao
4. 1982. Portugalete
5. 1983. Lekeitio
6. 1984. Getxo-Berango
7. 1985. Bermeo
8. 1986. Arrigorriaga
9. 1987. Amorebieta-Etxano. 1987/06/21.
10. 1988. Bilbao-Txurdinaga. 1988/05/29.
11. 1989. Muskiz. 1989/05/21.
12. 1990. Sopela. 1990/05/27.
13. 1991. Guernica. 1991/06/02.
14. 1992. Durango. 1992/05/31.
15. 1993. Ondarroa. 1993/05/23.
16. 1994. Bilbao-La Peña-Abusu. 1994/05/29.
17. 1995. Santurtzi. 1995/06/06.
18. 1996. Trapagaran. 1996/05/26.
19. 1997. Getxo-Leioa. 1997/05/25.
20. 1998. Mungia. 1998/05/31.
21. 1999. Elorrio. 1999/06/06.
22. 2000. Balmaseda. 2000/05/28. Organisé par la ikastola Zubi Zaharra.
23. 2001. Bilbao. 2001/05/27. Organisé par la ikastola Abusu.
24. 2002. Getxo. 2002/05/26. Organisé par la ikastola San Nikolas.
25. 2003. Lekeitio. 2003/05/18.
26. 2004. Leioa - Sopelana. 30/05/2004. Organiza las ikastolas Ánder Deuna et Betiko.
27. 2005. Durango. 29/95/2005. Organisé par les ikastolas Ibaizabal et Kurutziaga.
28. 2006. Elorrio. 29/05/2006. Organisé par la ikastola Txintxiki.
29. 2007. Balmaseda. 20/05/2007. Organisé par la ikastola Zubi Zaharra.
30. 2008. Amorebieta-Etxano. 2008/05/25. Organisé par la ikastola Andra Mari.
31. 2009. Galdakao. 30/05/2009. Organisé par la ikastola Eguzkibegi".
32. 2010. Bermeo. 31/05/2010. Organisé par la "Ikastola Eleizalde".
33. 2011. Ondarroa. 31/05/2011. Organisé par la "Ikastola Zubi Zahar'" y "'Azkue Ikastola".
34. 2012. Trapagaran. 03/06/2012. Organisé par la "Ikastola Itxaropena".
35. 2013. Portugalete. Organisé par la "Ikastola Asti Leku".
36. 2014. Guernica. 07/06/2014. Organisé par la "Ikastola Seber Altube".
37. 2015. Bilbao. 31/05/2015. Organisé par la "Ikastola Harrobia.

## Sources
- (es) Cet article est partiellement ou en totalité issu de l’article de Wikipédia en espagnol intitulé « Ibilaldia » (voir la liste des auteurs).